# پلاک وسایل نقلیه استان اردبیل
کد استان اردبیل ۹۱ است و با اتمام حروف «ب، ج، د، س، ق، م، و، ه‍، ی» به‌طور مشترک و
همچین پلاک‌های فک شده در استان درحال واگذاری است. هرچند، این کد رو به اتمام است.

## ۹۱ (استان)
| ۹۱ | ۳۴۵ ۱۲ |

| حرف | شهرستان                                                                 | وضعیت شماره‌گذاری                                    |
| --- | ----------------------------------------------------------------------- | --------------------------------------------------- |
| الف | دولتی                                                                   | سرشماره ۲۲ در حال واگذاری                           |
| ب   | اردبیل، سرعین (۱)                                                       | پایان شماره‌گذاری                                    |
| ت   | تاکسی‌                                                                   | سرشماره ۳۸ در حال واگذاری                           |
| ج   | اردبیل، سرعین (۲)                                                       | پایان شماره‌گذاری                                    |
| د   | اردبیل، سرعین (۳)                                                       | پایان شماره‌گذاری                                    |
| ژ   | جانبازان معلولین                                                        | سرشماره ۱۱ در حال واگذاری سرشماره ۵۱ در حال واگذاری |
| س   | پارس‌آباد، اصلاندوز (۱)                                                  | پایان شماره‌گذاری                                    |
| ص   | خلخال                                                                   | سرشماره ۷۱ در حال واگذاری                           |
| ط   | گرمی، انگوت                                                             | سرشماره ۵۹ در حال واگذاری                           |
| ع   | عمومی                                                                   | سرشماره ۹۴ در حال واگذاری                           |
| ق   | مشگین‌شهر (۱)                                                            | پایان شماره‌گذاری                                    |
| ک   | کشاورزی                                                                 | سرشماره ۶۳ در حال واگذاری                           |
| ل   | بیله‌سوار                                                                | سرشماره ۵۵ در حال واگذاری                           |
| م   | اردبیل، سرعین (۴) پارس‌آباد، اصلاندوز (۲)، نیر (۱) مشگین‌شهر (۲) کوثر (۱) | پایان شماره‌گذاری                                    |
| ن   | نمین (۱)، مشگین‌شهر (۳)                                                  | سرشماره ۶۶ درحال واگذاری                            |
| و   | اردبیل، سرعین (۵) پارس‌آباد، اصلاندوز (۳) مشگین‌شهر (۴) نمین (۳) کوثر (۲) | پایان شماره‌گذاری                                    |
| ه‍   | اردبیل، سرعین (۶)                                                       | پایان شماره‌گذاری                                    |
| ی   | اردبیل، سرعین (۷) پارس‌آباد، اصلاندوز (۴)                                | پایان شماره‌گذاری                                    |

| نکته | ۹۱ و - از سرشماره ۱۱ تا ۱۸ اختصاصی کوثر / از سرشماره ۱۹ مشترک با اردبیل و پارس‌آباد و مشگین‌شهر       |
| نکته | ۹۱ ن - از سرشماره ۱۱ تا ۲۱ اختصاصی نمین / از سرشماره ۲۲ مشترک با مشگین‌شهر                           |
| نکته | ۹۱ م - از سرشماره ۱۱ تا ۱۸ اختصاصی نیر / از سرشماره ۱۹ مشترک با اردبیل و پارس آبادو مشگین‌شهر و کوثر |

پلاک موتورسیکلت: ۴۴۲، ۴۴۳